# Tuberoaphis hydrangeae
Tuberoaphis hydrangeae är en insektsart som beskrevs av Tseng och Tao 1938. Tuberoaphis hydrangeae ingår i släktet Tuberoaphis och familjen långrörsbladlöss.

## Underarter
Arten delas in i följande underarter:
- T. h. hydrangeae
- T. h. digitata